# سفارة آيسلندا في اليابان
سفارة آيسلندا في اليابان هي أرفع تمثيل دبلوماسي لدولة آيسلندا لدى اليابان. تقع السفارة في وهي تهدف لتعزيز المصالح الآيسلندية في اليابان.

## وصلات خارجية
- قائمة سفارات آيسلندا
- قائمة السفارات في اليابان